# Bistum Datong

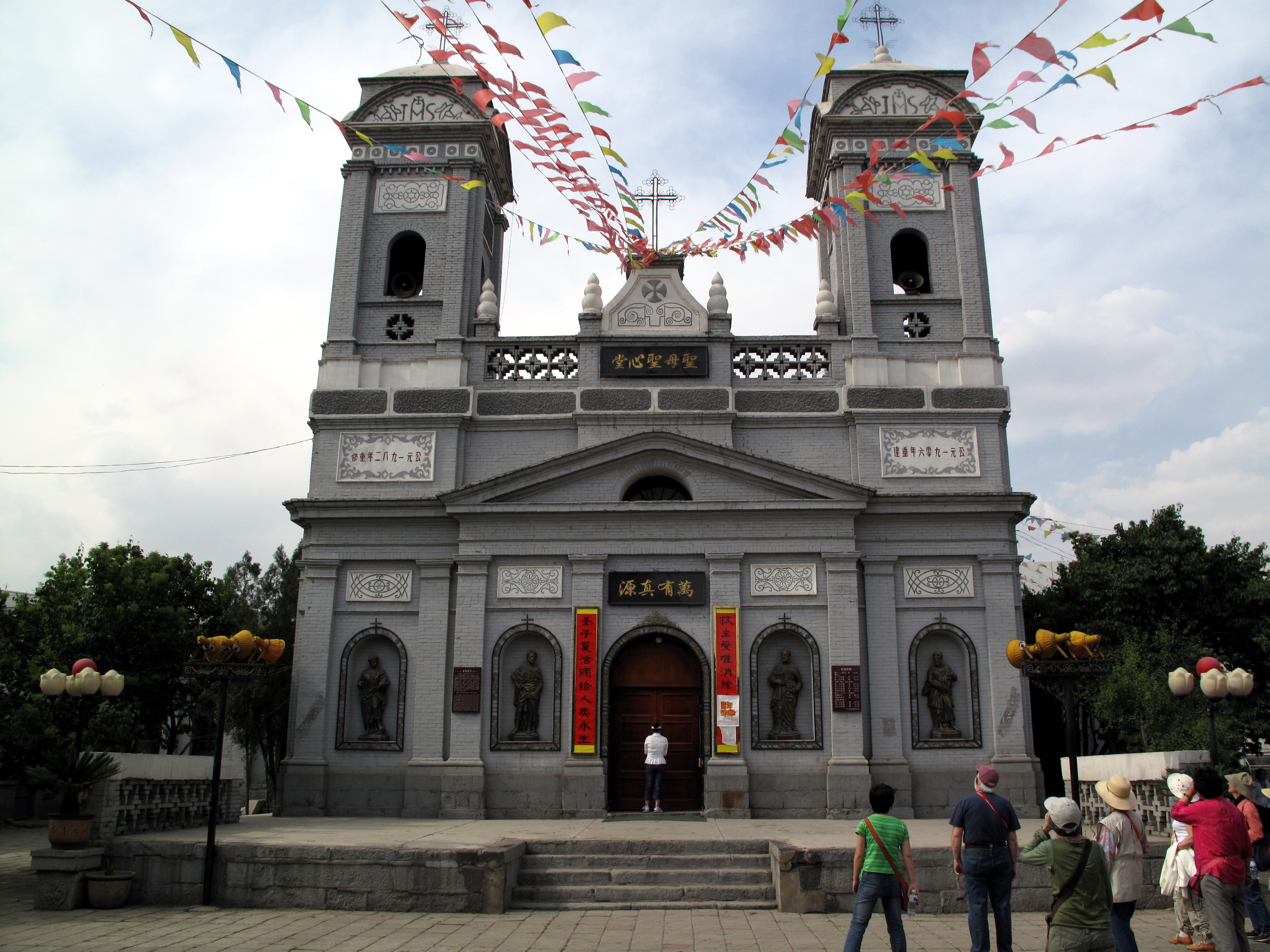
Unbefleckte Herz Mariens Kathedrale

Das Bistum Datong (lat.: Dioecesis Tatomensis) ist ein römisch-katholisches Bistum mit Sitz in Datong in der Volksrepublik China.

## Geschichte
Papst Pius XI. gründete mit der Bulle Concreditum Nobis die Apostolische Präfektur Tatungfu am 14. März 1922 aus Gebietsabtretungen des Apostolischen Vikariats Nordshansi. Am 17. Juni 1932 wurde sie mit der Bulle Ut prosperitati spirituali in den Rang eines Apostolischen Vikariats erhoben. 
Mit der Apostolischen Konstitution Quotidie Nos wurde es am 11. April 1946 zum Bistum erhoben. Seit dem 8. Juli 1990 ist der Bischof von Datong Guo Yingong, ein Mitglied der Chinesischen Katholischen Patriotischen Vereinigung, der nicht durch den Heiligen Stuhl anerkannt ist.

## Ordinarien

### Apostolische Präfekten von Tatungfu
- Gerard-Joseph Hoogers C.I.C.M. (3. März 1923 – 28. September 1931)
- Franciscus Joosten C.I.C.M. (14. Juni 1932 – 17. Juni 1932)

### Apostolischer Vikar von Tatungfu
- Franciscus Joosten C.I.C.M. (17. Juni 1932 – 11. April 1946)

### Bischof von Datong
- Franciscus Joosten C.I.C.M. (11. April 1946 – 20. November 1947)